# Lathyarcha
Lathyarcha is een geslacht van spinnen uit de  familie van de Desidae.

## Soorten
- Lathyarcha cinctipes (Simon, 1906)
- Lathyarcha inornata (L. Koch, 1872)
- Lathyarcha tetrica Simon, 1908